# Horaga bellula
Horaga bellula är en fjärilsart som beskrevs av Hans Fruhstorfer 1897. Horaga bellula ingår i släktet Horaga och familjen juvelvingar. Inga underarter finns listade i Catalogue of Life.